# Dienis Kazionow
Dienis Aleksandrowicz Kazionow, ros. Денис Александрович Казионов (ur. 8 grudnia 1987 w Permie) – rosyjski hokeista.
Jego brat Dmitrij (ur. 1984) także został hokeistą. Obaj bracia zostali wybrani w drafcie NHL przez klub Tampa Bay Lightning.

## Kariera
- CSKA 2 Moskwa (2003-2004)
- Dinamo 2 Moskwa (2004-2005)
- HK MWD Bałaszycha (2005-2007)
  -  THK Twer (2005-2006)
- Mietałłurg Nowokuźnieck (2007)
- Awangard Omsk (2007-2008)
- Amur Chabarowsk (2008)
- BK Mladá Boleslav (2008-2009)
- SK Horácká Slavia Třebíč (2009)
- Awtomobilist Jekaterynburg (2009-2010)
- Mietałłurg Nowokuźnieck (2010)
- Traktor Czelabińsk (2010)
- Iżstal Iżewsk (2010-2011)
- Awtomobilist Jekaterynburg (2011-2012)
- Siewierstal Czerepowiec (2012-2013)
- Awangard Omsk (2013-2014)
- Torpedo Niżny Nowogród (2014-2015)
- HK Soczi (2015-2016)
- Mietałłurg Magnitogorsk (2016-2018)
- Dynama Mińsk (2018)
  -  HK Szachcior Soligorsk (2018)
- Awtomobilist Jekaterynburg (2018-2019)
- Nieftiechimik Niżniekamsk (2019-2020)

Wychowanek Iżstali Iżewsk. Od czerwca 2012 roku zawodnik Siewierstali Czerepowiec. Od maja 2013 ponownie zawodnik Awangardu Omsk, związany trzyletnim kontraktem. W sierpniu 2014 odszedł z klubu. Od 2014 zawodnik Torpedo Niżny Nowogród. Wraz z końcem kwietnia 2015 i wygaśnięciem kontraktu odszedł z klubu. Od 2015 zawodnik HK Soczi. Od maja 2016 wraz z bratem Dienisem został zawodnikiem Mietałłurga Magnitogorsk. We wrześniu 2018 przeszedł do białoruskiego Dynama Mińsk. Pod koniec grudnia 2018 przeszedł do Awtomobilistu Jekaterynburg. W czerwcu 2019 przeszedł do Nieftiechimika Niżniekamsk. Odszedł z klubu w marcu 2020.

## Sukcesy
Klubowe
- Puchar Nadziei: 2014 z Awangardem Omsk
- Finał o Puchar Gagarina: 2017 z Mietałłurgiem Magnitogorsk
- Srebrny medal mistrzostw Rosji: 2017 z Mietałłurgiem Magnitogorsk

Indywidualne
- KHL (2012/2013): Nagroda "Sekundy" (dla strzelca najpóźniejszego gola w meczu) - w fazie play-off podczas trzeciej dogrywki meczu uzyskał gola w 118. minucie 48. sekundzie spotkania Siewierstal-Łokomotiw 25.02.2013[13][14]